# 陈冕状元府
陈冕状元府为位于中国山东省济南市历下区泉城路街道鞭指巷西侧的一处清代民居建筑群，原包括彼此相通的二十组四合院及南花园，东西各至鞭指巷和西熨斗隅巷，南北各至将军庙街和双忠祠街，由清代济南籍状元陈冕的祖父陈显彝建造。后因陈冕赈灾筹集资金而将大部分房产变卖，其中花园部分后用于建府城隍庙。
鞭指巷9号和11号为状元府的主体，现均存结构大致相同的两进院落，坐西向东，过厅和正房为五开间，前出抱厦，南北两侧厢房为三开间，9号现为济南市第一印染厂宿舍，11号现为省政府宿舍，均为多户人家居住的大杂院。除此之外西熨斗隅巷内的16号、20号、22号、24号也是状元府的组成部分，其中16号院内存有一座两层的藏书楼，名为小墨墨斋。